# Eduardo Bottigliero
Eduardo Bottigliero (Portici, (Campània), 7 d'abril de 1864 – id. 16 de març de 1937) fou un organista i compositor italià.
Estudià el contrapunt amb el mestre Gennaro Giordano, Bossi i de Terrabuzio, ensems que emprenia profunds estudis històricsen el Collegio greco de Roma. El 1902 fundà la Schola Gregoriana, amb el fi de propagar la teoria coral dels benedictins de Solesmes.
Va publicar notables treballs sobre música religiosa en diferents revistes italianes, i alguns cants i composicions per a orgue i piano.